# Flatanger
Flatanger este o comună din districtul Namdalen, provincia Nord-Trøndelag, Norvegia.